# Prise finale
Pour plus de détails, voir Fiche technique et Distribution.
Prise finale (キネマの天地, Kinema no tenchi) est un film japonais réalisé par Yōji Yamada et sorti en 1986. C'est un film de commande pour le 50e anniversaire des studios Ōfuna (ja) de la Shōchiku.

## Fiche technique
- Titre : Prise finale
- Titre original : キネマの天地 (Kinema no tenchi?)
- Réalisation : Yōji Yamada
- Scénario : Yōji Yamada, Yoshitaka Asama, Hisashi Inoue et Taichi Yamada
- Photographie : Tetsuo Takaha
- Montage : Iwao Ishii
- Direction artistique : Mitsuo Degawa
- Musique : Naozumi Yamamoto
- Production : Yoshitarō Nomura et Tōru Okuyama
- Société de production : Shōchiku
- Pays d'origine :  Japon
- Langue originale : japonais
- Format : couleur - 1,85:1 - 35 mm - Son mono
- Genre : drame
- Durée : 135 minutes[1] (métrage : dix bobines - 3707 m[1])
- Date de sortie :
  - Japon : 2 août 1986[1]

## Distribution
- Kiyoshi Atsumi : Kihachi
- Kiichi Nakai : Kenjirō Shimada
- Narimi Arimori : Koharu Tanaka
- Keiko Matsuzaka : Sumie Kawashima
- Ken Tanaka : Tokihiko Igawa
- Mitsuru Hirata : Odagiri
- Ittoku Kishibe : le réalisateur Ogata
- Akira Emoto : le réalisateur Saeki
- Kei Suma : le réalisateur Ogura
- Shin'ya Yamamoto : le réalisateur Naito
- Jun Miho : Yaeko Sonoda
- Masami Shimojō : Shokichi
- Chieko Misaki : Sadako
- Gajirō Satō : Tomekichi
- Hidetaka Yoshioka : Mitsuo
- Gin Maeda : Kokichi
- Hajime Hana : Yasugoro

## Autour du film
Les personnages du réalisateur Ogata, interprété par Ittoku Kishibe, et de la jeune actrice Koharu Tanaka qui est élevée au rang de star, interprétée par Narimi Arimori, sont inspirés respectivement de Hiroshi Shimizu et de Kinuyo Tanaka.
La revue Kinema Junpō a classé le film à la neuvième place de son classement des dix meilleurs films japonais de l'année 1986,.
Prise finale a été proposé à la 59ème cérémonie des Oscars pour l'Oscar du meilleur film en langue étrangère, mais il n'a pas été nommé.